# Emilio Hernández
Emilio Exequiel Hernández Hernández (Santiago, Região Metropolitana de Santiago, 14 de setembro de 1984) é um futebolista chileno que joga como meia na Unión Española.

## Carreira
Formado na Universidad de Chile estreou profissionalmente em 2005, na própria Universidad de Chile, em 2006, foi emprestado ao Everton.
Uma de suas virtudes como jogador é a habilidade de controlar a bola com suas duas pernas (ambidestro), isso permite partir em velocidade e driblar para os dois lados com bastante facilidade e finalizar com a direita e a esquerda.
Em junho de 2009, fechou com o Cruz Azul, do México.[carece de fontes?] Em janeiro de 2010, foi emprestado ao Argentinos Juniors da Argentina.
Em janeiro de 2012, rescindiu com o Argentinos Juniors e voltou para a Universidad de Chile.
Ainda em 2012, foi acertou com a Unión Española.

## Estatísticas
Até 26 de fevereiro de 2012.

### Clubes
| Clube                | Temporada         | Campeonato nacional | Campeonato nacional | Copa nacional[a] | Copa nacional[a] | Competições continentais[b] | Competições continentais[b] | Outros torneios[c] | Outros torneios[c] | Total | Total |
| Clube                | Temporada         | Jogos               | Gols                | Jogos            | Gols             | Jogos                       | Gols                        | Jogos              | Gols               | Jogos | Gols  |
| -------------------- | ----------------- | ------------------- | ------------------- | ---------------- | ---------------- | --------------------------- | --------------------------- | ------------------ | ------------------ | ----- | ----- |
| Universidad de Chile | 2005              | 0                   | 0                   | 0                | 0                | 0                           | 0                           | —                  | —                  | 0     | 0     |
| Universidad de Chile | Total             | 0                   | 0                   | 0                | 0                | 0                           | 0                           | —                  | —                  | 0     | 0     |
| Everton              | 2006              | 0                   | 0                   | 0                | 0                | —                           | —                           | —                  | —                  | 0     | 0     |
| Everton              | Total             | 0                   | 0                   | 0                | 0                | —                           | —                           | —                  | —                  | 0     | 0     |
| Universidad de Chile | 2007              | 0                   | 0                   | 0                | 0                | —                           | —                           | —                  | —                  | 0     | 0     |
| Universidad de Chile | 2008              | 0                   | 0                   | 0                | 0                | —                           | —                           | —                  | —                  | 0     | 0     |
| Universidad de Chile | 2009              | 0                   | 0                   | 0                | 0                | 0                           | 0                           | —                  | —                  | 0     | 0     |
| Universidad de Chile | Total             | 0                   | 0                   | 0                | 0                | 0                           | 0                           | —                  | —                  | 0     | 0     |
| Cruz Azul            | 2009-10           | 0                   | 0                   | 0                | 0                | 0                           | 0                           | —                  | —                  | 0     | 0     |
| Cruz Azul            | Total             | 0                   | 0                   | 0                | 0                | 0                           | 0                           | —                  | —                  | 0     | 0     |
| Argentinos Juniors   | 2009-10           | 0                   | 0                   | 0                | 0                | 0                           | 0                           | —                  | —                  | 0     | 0     |
| Argentinos Juniors   | 2010-11           | 0                   | 0                   | 0                | 0                | 0                           | 0                           | —                  | —                  | 0     | 0     |
| Argentinos Juniors   | 2011-12           | 0                   | 0                   | 0                | 0                | —                           | —                           | —                  | —                  | 0     | 0     |
| Argentinos Juniors   | Total             | 0                   | 0                   | 0                | 0                | 0                           | 0                           | —                  | —                  | 0     | 0     |
| Universidad de Chile | 2012              | 7                   | 1                   | 0                | 0                | 0                           | 0                           | —                  | —                  | 7     | 1     |
| Universidad de Chile | Total             | 7                   | 1                   | 0                | 0                | 0                           | 0                           | —                  | —                  | 7     | 1     |
| Unión Española       | 2012              | 0                   | 0                   | 0                | 0                | 0                           | 0                           | —                  | —                  | 0     | 0     |
| Unión Española       | Total             | 0                   | 0                   | 0                | 0                | 0                           | 0                           | —                  | —                  | 0     | 0     |
| Total na carreira    | Total na carreira | 7                   | 1                   | 0                | 0                | 0                           | 0                           | 0                  | 0                  | 7     | 1     |

- a. ^ Jogos da Copa Chile
- b. ^ Jogos da Copa Libertadores, Copa Sul-Americana e Liga dos Campeões da CONCACAF
- c. ^ Jogos do Jogo amistoso

## Títulos
Universidad de Chile
- Campeonato Chileno: 2009 (Apertura)